# Ángel de Saavedra
Ángel de Saavedra y Ramírez de Baquedano, książę de Rivas (ur. 10 marca 1791 w Kordobie, zm. 22 czerwca 1865 w Madrycie) – hiszpański polityk, poeta i dramaturg epoki romantyzmu. Autor dramatu Don Alvaro, czyli Siła przeznaczenia (Don Alvaro o la fuerza del sino). 
Nauki pobierał w Madrycie, w Real Seminario de Nobles. W latach 1809–1811 brał udział w walkach przeciwko Napoleonowi. W 1814 wydał zbiór wierszy oraz napisał neoklasycystyczną tragedię Ataúlfo, której nie udało mu się opublikować ze względu na cenzurę. W następnych latach wystawił sztuki Aliatar (1816) i Doña Blanca (1817). Kolejny zbiór wierszy wydał w latach 1820–1821. W 1821 roku został reprezentantem Kordoby w parlamencie w Madrycie. W 1822 stworzył sztukę Lanuza. Rok później został skazany na śmierć za działalność przeciwko Ferdynandowi VII. Aby uniknąć wyroku, opuścił kraj. Podróżował m.in. do Włoch, Londynu i na Maltę (1825-1830). Na Malcie poznał dawnego ambasadora angielskiego w Hiszpanii, Johna Frere, który zachęcił go do poznania dawniejszej literatury hiszpańskiej i do porzucenia twórczości klasycystycznej; dzięki niemu zapoznał się też z twórczością Szekspira, Byrona i Waltera Scotta. Do Hiszpanii Saavedra powrócił w 1834 roku po śmierci króla Ferdynanda; wtedy też odziedziczył (po śmierci brata) tytuł księcia de Rivas i zasiadł w parlamencie. Również w 1834 opublikował utwór Maur podrzutek (El Moro exposito), składający się z 12 wierszowanych części i dedykowany Johnowi Frere. Wstęp do poematu, pióra Antonia Alcalá Galiano uważany jest za pierwszy manifest romantyczny w Hiszpanii. W 1835 wystawił dramat Don Alvaro, czyli Siła przeznaczenia, który zyskał duże uznanie publiczności. W 1841 ukazał się zbiór Romanse historyczne (Los romances historicos), inspirowany wydarzeniami z hiszpańskiej historii. Trzy lata później wydał dramat symboliczny Rozczarowanie we śnie (El desengaño en un sueño). W latach 1844–1850 piastował funkcję ambasadora w Neapolu, a w latach 1857–1858 – we Francji. W 1854 r. był szefem rządu Hiszpanii, ale stanowisko to piastował zaledwie przez dwa dni.